# Phare de Punta Tumbes
Le phare de Punta Tumbes (en espagnol : Faro Punta Tumbes) est un phare actif situé sur Punta Tumbes (es), à l'entrée ouest de la baie de Concepción (Province de Concepción), dans la région du Biobío au Chili.
Il est géré par le Service hydrographique et océanographique de la marine chilienne dépendant de la Marine chilienne.

## Histoire
Le phare est situé à 13 km au nord du port militaire de Talcahuano, à l'ouest du phare de Quiriquina, sur la pointe de la péninsule. La station de signalisation maritime a été établie en 1905. 

## Description
Le phare actuel est une petite tour cylindrique en forme de bouteille, avec une lanterne de 6,5 m de haut. La tour est peinte de bandes rouges et blanches. Il émet, à une hauteur focale de 39 m, un éclat blanc par période de 5 secondes. Sa portée est de 18 milles nautiques (environ 33 km).
Il est doté d'un signal de brouillard émettant 3 blasts par période de 30 secondes.
Identifiant : ARLHS : CHI-099 - Amirauté : G1796 - NGA : 111-1408 .
|                                |
| Localisation: Péninsule Tumbes |

### Lien connexe
- Liste des phares du Chili